# Beate Schreiter-Radel

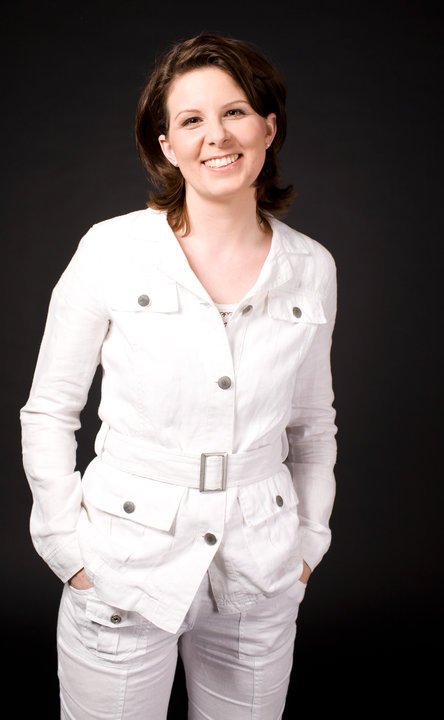
Beate Schreiter-Radel, 2012

Beate Schreiter-Radel (* 6. März 1974 in Eisenstadt) ist eine österreichische Malerin und Glaskünstlerin.

## Leben
Beate Schreiter-Radel studierte ab 1993 an der Universität für angewandte Kunst Wien (bei Herbert Tasquil, Oswald Oberhuber, Isabelle Graw, Franz Graf und Peter Gorsen) und schloss ihr Studium nach einem Leistungsstipendium 1997 mit dem Titel Magistra Artium ab. Von 1997 bis 2015 unterrichtete sie am Gymnasium Mattersburg.
Seit 1993 nimmt sie an nationalen und internationalen Ausstellungen teil, darunter Ausstellungen in der Landesgalerie Burgenland, der Galerie der IG Bildenden Kunst Wien, der LDX Artodrome Gallery in Malta und im Latin American Art Museum Miami (USA), sowie an Präsentationen bei der LineArt Gent und der Foire d’Automne Luxemburg.
Seit 2010 unterhält Beate Schreiter-Radel ein eigenes Atelier im burgenländischen Neudörfl, wo sie sich ihrer Kunst widmet. 2007 gestaltete sie gemeinsam mit Martina Staudenherz und der Glaswerkstätte Stift Schlierbach die Kirchenfenster für die Pfarrkirche Neudörfl. Unter dem Label „Glassery“ vertrieb Beate Schreiter-Radel bis 2017 Glasschmuck, den sie in Fusing-Technik herstellte.

## Ausstellungen (Auswahl)
- 1996: “premiere”, Burg Forchtenstein, Österreich
- 1999: pannoniart, Burg Lockenhaus, Österreich
- 2000: Galerie “M”, Prag, Tschechien
- 2003: Foire d’Automne, Luxembourg (repr. durch Galerie Palma Arte, Italien)
- 2003: Lineart Gent, Belgien (repr. durch AAI Galerie Wien)[5]
- 2004: Latin American Art Museum, Miami, USA
- 2004: art pannonia 04, Neusiedl/See, Österreich[6]
- 2007: “Förderpreis für Künstlerinnen”, Landesgalerie Burgenland, Österreich
- 2011: “diekunstistmirdieluftinderichatme”, Inforama Rütti (Zollikofen), Schweiz
- 2012: “kunst & werk”, Fundermax, Österreich
- 2015: “KitzArt Award”, Museum St. Johann in Tirol, Österreich
- 2015: “Edition IV”, LDX Artodrome Gallery, Malta

## Preise
1996: Leistungsstipendium der Universität für angewandte Kunst
1998: Burgenländischer Landesjugendkulturpreis

## Öffentliche Sammlungen
Burgenländische Landesgalerie, 2003

## Kataloge und Lexika
- Lineart Gent, 2003[5]
- art pannonia 04, 2004[6]
- 800 Jahre Mattersburg[8]
- Malerei zu Beginn der 3. Jahrtausends[9]
- Kürschners Handbuch der Bildenden Künstler[10]
- Art3, Ausgabe 2016[11]
- Edition IV – Katalog zur Ausstellung[12]